# Juanito Vázquez
Juan Vázquez Tenreiro, también conocido como Juanito Vázquez (Ferrol, La Coruña, 14 de julio de 1912 - Burgos, 14 de abril de 1957) fue un jugador internacional y entrenador de fútbol español. Jugaba como delantero, en concreto como extremo izquierda, siendo apodado, por su velocidad como "La Flecha Ferrolana".
Tras retirarse como jugador, pasó a ser entrenador.
Era abuelo del conocido presentador de televisión, Jesús Vázquez.

## Trayectoria

### Jugador
Juanito Vázquez comenzó a jugar en un equipo de su ciudad, hoy desaparecido: el Club Ferrol (que existió entre 1933 y 1936). En 1934 fichó por el Racing de Ferrol, que había ascendido a la Segunda División. Tras una única temporada, es traspasado al Deportivo de la Coruña. En la campaña 1935/36 regresa al Racing. En 1937, estando ya España inmersa en la Guerra Civil, pasa al Aviación Nacional, con el que disputa diversos partidos durante la contienda.
En 1939, al acabar la Guerra, el Aviación Nacional se fusiona con el Atlético de Madrid, que pasa a ser conocido como el Atlético Aviación. Allí milita Juanito Vázquez durante ocho temporadas, en las que gana dos títulos de Liga y una Copa Eva Duarte. Su alma fue siempre atlética y se le quedó marcado en el corazón uno de los mayores recuerdos de su carrera.
En 1947 vuelve a Galicia, firmando por el Real Club Celta de Vigo, en el que juega cuatro temporadas. Es su primera temporada en el Celta, el club vigués firma una de sus mejores temporadas, al proclamarse subcampeón de Copa y acabar la Liga como cuarto clasificado en la Primera División. Después se produjo su regreso a Ferrol, jugando y entrenando a la vez en el Racing Club de Ferrol en la temporada 1952/53, y, ya solo como entrenador del equipo verde, hasta su fallecimiento en 1957.

#### Selección nacional
Juanito Vázquez fue internacional en una ocasión con la Selección Española, durante sus años de jugador del Atlético de Madrid. Fue en el partido amistoso que enfrentó a las selecciones de España y Portugal el 16 de marzo de 1941 en el Estadio de San Mamés, en Bilbao, que acabó con la victoria española por cinco goles a uno.

### Entrenador
Retirado como futbolista, Vázquez pasa a los banquillos, comenzando a entrenar en equipos gallegos modestos como el Astano o el Fene, aunque muy pronto, en 1952, da el salto al banquillo del Racing de Ferrol, el mismo equipo en que se había iniciado como profesional.
Se mantuvo en el banquillo racinguista de forma ininterrumpida hasta 1957, cuando falleció al término de un encuentro de Liga que enfrentó a su equipo con el Burgos Club de Fútbol. Aunque la versión oficial de la época afirmó que había fallecido en el autobús de vuelta, su familia sostiene que falleció en el banquillo, y que se hizo ver que había muerto en el autobús para simplificar los trámites administrativos.

## Palmarés
- 2 Ligas de España: Atlético de Madrid, 1939/40 y 1940/41.
- 1 Copa Eva Duarte: Atlético de Madrid, 1940.